# المجلس الشعبي الوطني (الجزائر)
المجلس الشعبي الوطني هو مؤسسة من مؤسسات الدولة الجزائرية المنتخب أعضاؤها من طرف الشعب.

## تعريفه
جرت أول انتخابات تشريعية في الجزائر بتاريخ 20 سبتمبر 1962، أي غداة الاستقلال الوطني بأشهر قلائل. وكانت الغاية من إنشاء المجلس المنتخب لعهدة مدتها سنة واحدة، إنما هي سنّ القانون الأساسي للبلاد. وبالفعل، فقد سمح ذلك بإصدار دستور 10 سبتمبر 1963 الذي كرس على الخصوص مبدأ أحادية الغرفة بالنسبة للبرلمان الجزائري. وبعد ذلك، مددت عهدة هذا المجلس بسنة واحدة وفقا للمادة 77 من ذات الدستور. وقد أدى لجوء رئيس الجمهورية بتاريخ 3 أكتوبر 1963، لممارسة كامل سلطاته طبقا للمادة 59 من الدستور، إلى تجميد نشاطات هذا المجلس الوطني. ومن سنة 1965 إلى 1976، تأسس على هرم الدولة مجلس للثورة أصبح هو المؤتمن على السلطة السيادية (الأمر المؤرخ في 10 جويلية 1965). وبتاريخ 22 نوفمبر 1976، شهدت الساحة الوطنية في إطار استكمال مؤسسات الدولة الجزائرية صدور دستور جديد تأسست بموجبه(المادة 126) غرفة واحدة تحت تسمية المجلس الشعبي الوطني أنيطت به السلطة التشريعية. وقد انتخب هذا المجلس بتاريخ: 25 فيفري 1977 لعهدة مدتها خمس (05) سنوات، وتجدد بانتظام سنتي 1982 و1987.
لقد أبقى التعديل الدستوري ليوم: 28 فيفري 1989 على مبدأ أحادية الغرفة من خلال الحفاظ على المجلس الشعبي الوطني، ولو أنه كرس من جهة أخرى، مبدأ الفصل بين السلطات التشريعية والتنفيذية والقضائية (المادة: 92). وقد أدت استقالة رئيس الجمهورية إلى توقيف عملية تجديد تشكيلة المجلس التي انتهت عهدتها، وترتب عن ذلك حالة فراغ قانوني أدى إلى تنصيب هياكل انتقالية (المجلس الأعلى للدولة والمجلس الاستشاري الوطني ثم المجلس الوطني الانتقالي)، وذلك إلى غاية إجراء التعديل الدستوري بتاريخ 28 نوفمبر 1996 الذي أدخل تغييرات على الواجهة المؤسساتية الجزائرية بإحداث برلمان ثنائي الغرفة، يتكون من المجلس الشعبي الوطني (389 عضوا) ومجلس الأمة (144 عضوا). وقد انتخبت هاتان المؤسستان يوم 5 يونيو 1997م وتشكلان اليوم أول برلمان تعددي للجزائر المستقلة.
المجلس الشعبي الوطني
هو الغرفة الثانية في البرلمان الجزائري، ينتخب أعضاؤه عن طريق الاقتراع العام المباشر والسري لمدة خمس سنوات غير قابلة للتمديد إلا في ظروف خطيرة جدا لا تسمح بإجراء انتخابات عادية.
يؤكد الدستور الجزائري المعدل عام 2008 حق الأمة في اختيار ممثليها، وأنها مصدر الشرعية للدولة نفسها وأن الشعب حر في اختيار ممثليه ولا حدود لتمثيل الشعب إلا ما ورد في الدستور وقانون الانتخابات. ونصت المادة السابعة من الدستور على أن الشعب يمارس سيادته بواسطة المؤسسات الدستورية التي يختارها، وعن طريق الاستفتاء وبواسطة ممثليه المنتخبين.

## طريقة الانتخاب
ونصت المادة 101 من الدستور على أن أعضاء المجلس الشعبي الوطني ينتخبون عن طريق الاقتراع العام المباشر والسري، فيما يُنتخب ثلثا (2/3) أعضاء مجلس الأمة عن طريق الاقتراع غير المباشر والسري من بين ومن طرف أعضاء المجالس الشعبية البلدية والمجلس الشعبي الولائي.
واعتبرت المادة 14 أن المجلس المنتخب هو الإطار الذي يعبر فيه الشعب عن إرادته، ويراقب عمل السلطات العمومية، وفي السياق نفسه اعتبرت المادة 16 المجلس القاعدة الـلامركزية، ومكان مشاركة المواطنين في تسيير الشؤون العمومية.

## المقاعد الشاغرة
لا يعوض عضو المجلس الشعبي الوطني أثناء الفترة التشريعية المحددة بخمس سنوات إلا في حالتين، الأولى الوفاة أو التعيين في وظيفة حكومية أو في المجلس الدستوري، والثانية عقب استقالة نائب أو إقصائه أو بسبب عذر قانوني، ولا تستخلف المقاعد الشاغرة في السنة الأخيرة من الفترة التشريعية.

## صلاحيات المجلس
للمجلس الشعبي وظيفتان أساسيتان هما:

### سن القوانين
ينص الدستور الجزائري على أنه «يجب أن يكون كل مشروع أو اقتراح قانون موضوع مناقشة من طرف المجلس الشعبي الوطني ومجلس الأمة على التوالي حتى يتم التصديق عليه». ويشرّع البرلمان في العديد من المجالات مثل القوانين العادية والعضوية.
ولكل من رئيس الحكومة والنواب حق المبادرة بالقوانين، وبعد انتهاء إجراءات التداول في المجلس الشعبي يرسل نص القانون بعد التصويت عليه إلى مجلس الأمة. وبعد انتهاء التداول والتصويت في مجلس الأمة يرسل لرئيس الجمهورية للتصديق عليه.
وتنص المادة 124 من الدستور على أن لرئيس الجمهورية أن يشرع بأوامر في حالة شغور المجلس الشعبي الوطني أو بين دورتي البرلمان، ويعرض رئيس الجمهورية النصوص التي اتخذها على كل غرفة من البرلمان في أول دورة له لتوافق عليها. وتُعَد لاغية الأوامر التي لا يوافق عليها البرلمان.

### مراقبة سير الحكومة
للمجلس الشعبي الوطني صلاحية مراقبة يمارسها عبر الأسئلة المكتوبة والشفوية والاستجوابات ومراقبة استعمال الاعتمادات التي صوت عليها المجلس والموافقة على برنامج الحكومة وإنشاء لجان للتحقيق ورفض التصويت بالثقة عندما تبادر الحكومة بطلبه.

## هياكل وأجهزة المجلس
حدد النظام الداخلي للمجلس الشعبي الوطني بناء على النص الدستوري هياكل المجلس وأجهزته، وأبرزها مكتب المجلس، وهيئة الرؤساء، والمجموعات البرلمانية، واللجان الدائمة البالغ عددها 12 لجنة أبرزها لجنة الشؤون الخارجية والتعاون والجالية، ولجنة الدفاع الوطني، ولجنة الشؤون الاقتصاديّة والتنمية والصناعة، ولجنة التربية والتعليم العالي والبحث العلمي والشؤون الدينية. وللمجلس حق إنشاء لجان تحقيق في قضايا معينة.

## اللجان الدائمة[3]

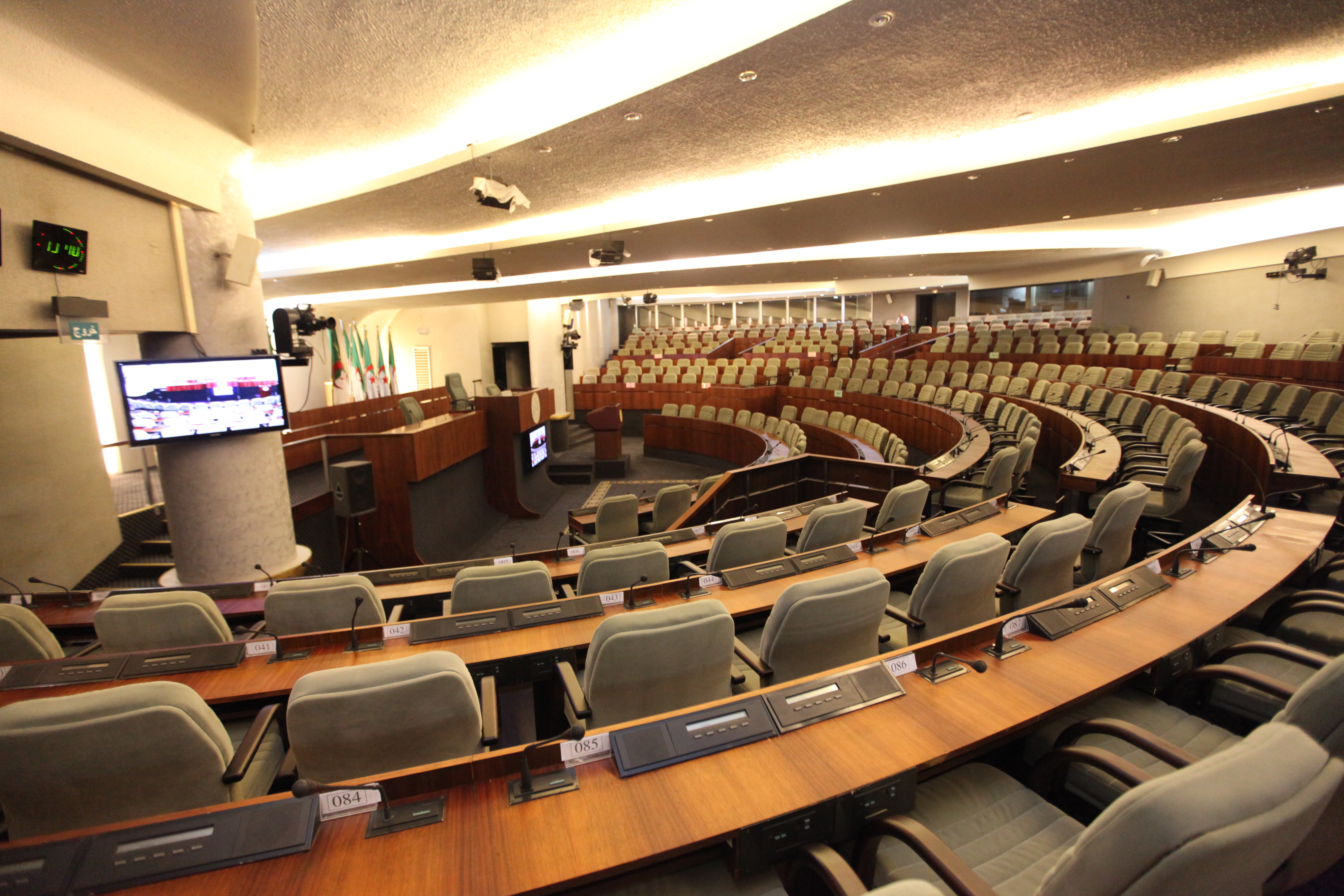
المجلس الشعبي الوطني من الداخل.
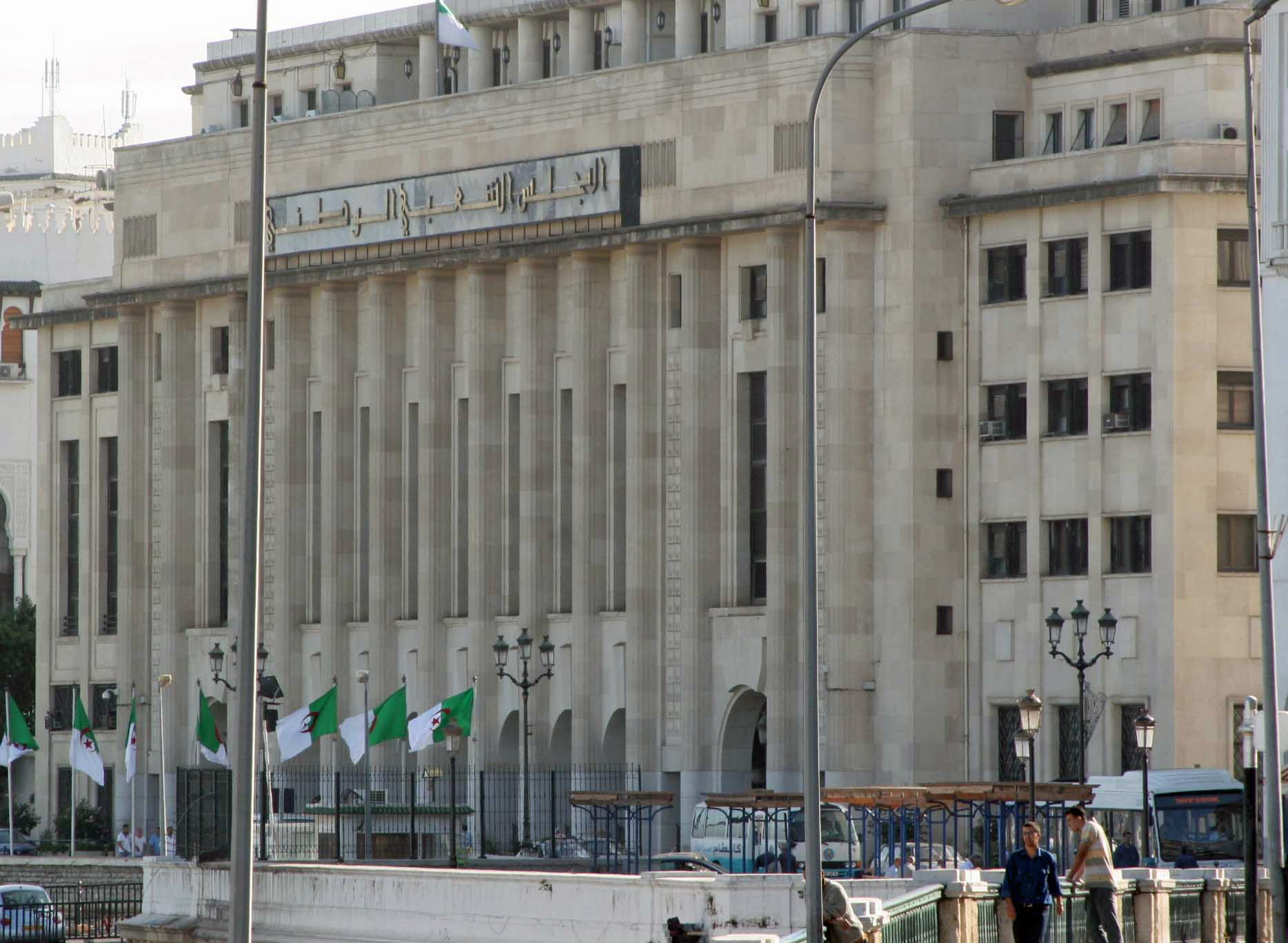
المجلس الشعبي الوطني من الخارج.
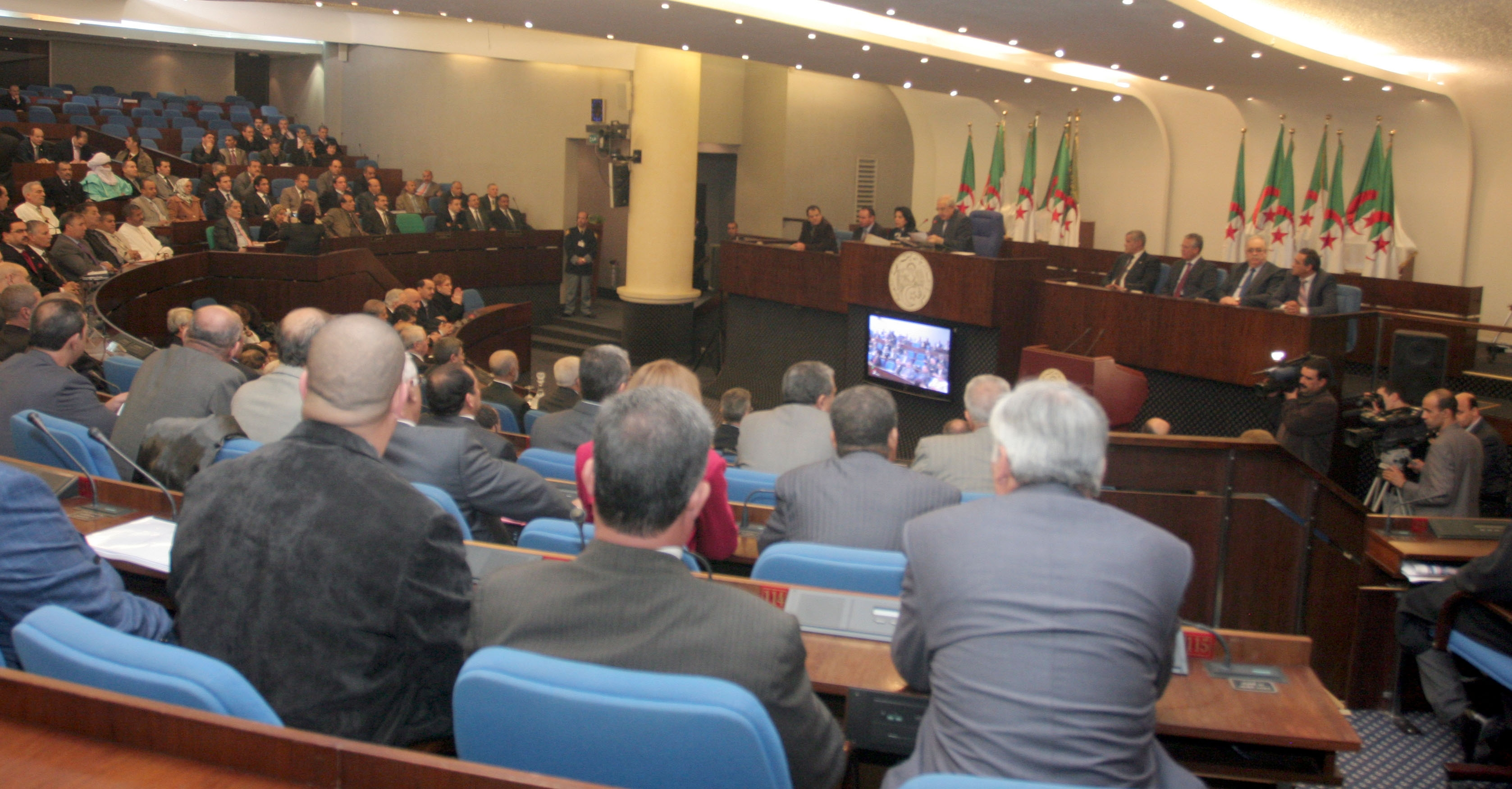

1. لجنة الشؤون القانونية والإدارية والحريات.
2. لجنة الشؤون الخارجية والتعاون والجالية.
3. لجنة الدفاع الوطني.
4. لجنة المالية والميزانية.
5. لجنة الشؤون الاقتصادية والتنمية والصناعة والتجارة والتخطيط.
6. لجنة التربية والتعليم العالي والبحث العلمي والشؤون الدينية.
7. لجنة الفلاحة والصيد البحري وحماية البيئة.
8. لجنة الثقافة والإتصال والسياحة.
9. لجنة الصحة والشؤون الاجتماعية والعمل والتكوين المهني.
10. لجنة الإسكان والتجهيز والري والتهيئة العمرانية.
11. لجنة النقل والمواصلات والاتصالات السلكية واللاسلكية.
12. لجنة الشباب والرياضة والنشاط الجمعوي.

## وصلات خارجية
- الموقع الرسمي للمجلس الشعبي الوطني.